# Play Factory
 (décembre 2022).
Play Factory est un éditeur de jeux de société basé à Paris en France qui a racheté une partie des actifs de la société Darwin Project. Il est également l'éditeur de magazines spécialisés dans les jeux comme Lotus noir, Dragon blanc ou Maniak!, de goodies Magic : L'Assemblée (posters, calendriers, boîte de rangement), ainsi qu'un distributeur de jeux de cartes à collectionner en kiosque.

## Historique
Play Factory est créée en octobre 2005 par Jean François Andreani (ancien commissaire du Salon du Jouet) pour reprendre une partie de l'activité de la société Darwin Project.
La société est d'abord axée sur l'édition de magazines spécialisés sur les jeux de cartes à collectionner : le mensuel Lotus noir, le magazine historique qui parle principalement de Magic : L'Assemblée ou encore le bimestriel Maniak!, qui traite des jeux pour les plus jeunes - Pokémon, Yu-Gi-Oh!, Dragon Ball, Naruto.
En mars 2006, la société lance un troisième magazine bimestriel sur les jeux à collectionner : Dragon blanc avec des articles principalement sur Yu-Gi-Oh!, plus didactiques pour apprendre à jouer et s'entraîner pour ces premiers tournois.
L'édition de jeux et de goodies commence fin 2006, en reprenant une partie du catalogue de Darwin Project et plusieurs jeux sous licence Avalon Hill et Wizards of the Coast.
En 2009, Play Factory édite le jeu Dobble, cédé à Asmodee Éditions en 2015.
L'activité de presse magazine est également cédée en 2015.
En 2017, Duodecim est créé par Julien Marcland et Play Factory.

## Quelques jeux édités
- Il était une fois..., 2007 (réédition), Richard Lambert, Andrew Rilstone, James Wallis
- RoboRally, 2006, Richard Garfield, Origins Award  1994
- Le Grand Dalmuti, 2007 (réédition), Richard Garfield, Mensa Select Mind Games  1995
- Guillotine, 2007 (réédition), Paul Peterson Origins Award  jeu de cartes 1998
- Crôa!, 2007 (réédition), Igor Polouchine
- Le Jeu des dragons, 2007 (édition française de 3 Dragons Ante), sous licence Wizards of the Coast
- Donjons et Dragons, 4e édition, 2008. Jeux de rôle médiéval fantastique, sous licence Wizards of the Coast
- Dobble, 2009, Denis Blanchot
- Duodecim 2017, Julien Marcland Play Factory

## Les magazines
- Lotus noir (à partir du no 87, octobre 2005), magazine des jeux de cartes à collectionner (bimestriel). Lotus Noir est le plus ancien magazine sur les jeux à collectionner, il traite aujourd'hui principalement des jeux Magic, Yu-Gi-Oh! et World of Warcraft, dont il édite également la côte des cartes. Play Factory en a cessé la publication au no 135 en août 2010.
- Maniak! (depuis le no 30, décembre 2005), magazine bimestriel qui couvre l'actualité des jeux à collectionner pour les plus jeunes, Pokémon, Yu-Gi-Oh!, Dragon Ball Z, etc.
- Dragon blanc (1er numéro en mars 2006), magazine bimestriel pour apprendre à maîtriser les jeux de cartes à collectionner Yu-Gi-Oh!, Naruto et Magic.
- Game Geek, (1er numéro en février 2008), le magazine des joueurs online. Bimestriel. Game Geek propose un regard plus stratégique sur les jeux online massivement multijoueurs (MMORPG).
- Dragon Rouge du 7 juin 2008 à juillet 2010. Pour dépasser les limites du jeu de rôle. Bimestriel. Dragon Rouge couvre l'actualité des jeux de rôle et plus particulièrement la nouvelle édition de Donjons et Dragons. Le magazine comprend 10 numéros et un hors-série.
- Codex Interdit depuis le 1er juillet 2008. Le magazine des jeux de figurines. Bimestriel. Codex Interdit couvre l'actualité des jeux de figurines à peindre comme Warhammer 40 000 et à collectionner comme Star Wars et Donjons et Dragons.
- Chasseurs de Monstres depuis le 15 décembre 2008. Il s'agit d'un magazine bimestriel de 64 pages, au cœur de cible masculin de 6-10 ans, consacré à différentes franchises mettant en scène des "monstres" imaginaires (la couverture des différents numéros parle de "monstrologie") : Pokémon, Monsterpocalypse, Dinosaur King...
- Play Factory édite également régulièrement des hors séries pour chacun de ses magazines dédiés à un jeu à collectionner, ses règles, ses meilleures cartes, etc.
- Le Gazetteer est un journal gratuit à parution irrégulière réalisé pour Wizards of the Coast, l'éditeur de Magic, pour promouvoir les Grand Prix et Pro Tour européens de Magic et la sortie de nouveaux jeux comme Dreamblade ou The Eye of Judgment.

## Les jeux à collectionner
- Distribution des jeux de cartes Yu-Gi-Oh! et Magic the Gathering pour les kiosques et marchands de journaux.